# Boris Ephrussi
Boris Ephrussi (em russo:  Борис Самойлович Эфрусси; 9 de maio de 1901 — 2 de maio de 1979) foi um geneticista russo-francês. Foi professor de genética da Universidade de Paris.